# Halv elva en sommarkväll
Halv elva en sommarkväll, franska Dix heures et demie du soir en été, är en roman av Marguerite Duras, utgiven 1960. Första svenska utgåvan kom 1962 på Tidens förlag i översättning av Ingmar Forsström.
Ett franskt par, Maria och Pierre, är tillsammans med sin dotter, Judith, och en väninna, Claire, på bilsemester i Spanien när de tvingas att stanna och övernatta i en mindre stad. I denna stad har precis en man, Rodrigo Paestra, ertappat sin fru med en älskare och mördat dessa två. Samtidigt som Pierre och Claire attraheras av varandra hittar Maria mördaren.

## Utgåvor
- Dix heures et demie du soir en été, éditions Gallimard, 1960 ISBN 2070220990
- Halv elva en sommarkväll, Lind & Co, 2005, pocket ISBN 9789185267569